# بنژامن موکانژو
بنیامین موکانژو بیله (فرانسوی: Benjamin Moukandjo Bilé‎؛ زاده ۱۲ نوامبر ۱۹۸۸) بازیکن فوتبال اهل کامرون است.